# Abd al-Aziz al-Thaalibi
Abd al-Aziz al-Thaalibi (àrab: عبد العزيز الثعالبي, ʿAbd al-ʿAzīz aṯ-Ṯaʿālibī) (Tunis, 5 de setembre de 1876 - 1 d'octubre de 1944) fou un polític tunisià d'origen algerià.

## Biografia
Va estudiar a Tunis i va fundar un setmanari anomenat Sabil al-rashid (la via de la saviesa) que va durar un any. Va visitar diversos països i a Egipte va entrar en contacte amb nacionalistes àrabs tornant a Tunis el 1902. Orador brillant es va destacar com a reformista. De 1904 a 1912 va estar implicat en els moviments de resistència al protectorat francès, especialment els Joves Tunisians d'Ali Bash Hamba; fou expulsat del país pels francesos el 13 de març de 1912 amb altres cinc caps del moviment. Amnistiat el 1913 va tornar però després va viatjar de bou a diversos països, tornant a Tunísia el 1914 on va restar durant la guerra.
El 1918 va morir Ali Bash Hamba i va agafar el relleu; el 1919 va fundar el Hizb al-Hurr al-Dusturi (Partit Liberal Constitucional) obert a musulmans i jueus que demanava una constitució i un parlament elegit amb un govern responsable davant el parlament, que va actuar clandestinament. El 10 de juliol de 1919 va anar a França oficialment per raons mèdiques i es va entrevistar amb els dirigents de l'esquerra; el 1920 el partit fou legalitzat i el 14 de març va celebrar la primera reunió pública. El 8 de juny de 1920 va enviar una representació de 40 notables al bey. El 23 de juny de 1920 fou arrestat a París i empresonat acusat de conspiració contra l'estat. Alliberat el 17 de maig de 1921 i amnistiat pel bey el 21 de juny i després un informe jurídic va determinar que la constitució de 1861 concedida pel bey a Tunísia no era incompatible amb el protectorat establert el 1881; això obria una via a l'acord, ja que només calia que el bey, d'acord amb els francesos, restablís la constitució.
El resident general francès Lucien Saint va fomentar dissidències dins el partit: el 1921 es va crear un nou partit més moderat anomenat Partit Reformista dirigit per Hasan Gellati amb un diari (el Burhan); també un nomenament ministerial i una entrevista del bey en que condemnava al Destour van crear tensió entre el partit i les autoritats franceses. El bey va negar les manifestacions i va abdicar; manifestacions van seguir el 5 d'abril de 1922 davant el palau. El partit va confiar al bey defensar les seves reclamacions davant el resident general; finalment el resident va obligar el bey a renunciar a l'abdicació i va prometre atendre les peticions del partit però les va buidar de contingut amb la creació d'un Gran Consell i de consells dels caidats. Alguna defecció al partit va debilitar la seva posició i el 1923 es va dislocar; el nou bey Habib, hostil a al-Thaalabi, va aconseguir la seva sortida a l'exili el 26 de juliol de 1923.
Va anar a l'Iraq on es va dedicar a l'ensenyament. El 1930 va anar a Egipte i el 1931 va organitzar el Congrés Islàmic de Jerusalem (1 a 17 de desembre) amb el mufti de Palestina Amin al-Husayni.
El 1937 va tornar a Tunísia; el partit estava gairebé sense activitat i el 1933 s'havia escindit amb la fundació del Neo-Destur el 2 de març de 1934 (llavors l'Hizb al-Hurr al-Dusturi va ser conegut com a Vell Destur); el Neo-Destur el va rebre bé, però no va tardar a enfrontar-se al vell dirigent i fins i tot a intentar matar-lo durant els incidents de Mateur el setembre de 1937. Llavors es va retirar de la política. El partit va acabar la seva activitat política després dels sagnants esdeveniments dels 9 d'abril de 1938.
Publicà en vida tres llibres, però altres van aparèixer després de mort.